# Kumarapalayam
Kumarapalayam là một thành phố và khu đô thị của quận Namakkal thuộc bang Tamil Nadu, Ấn Độ.

## Nhân khẩu
Theo điều tra dân số năm 2001 của Ấn Độ, Kumarapalayam có dân số 65.640 người. Phái nam chiếm 51% tổng số dân và phái nữ chiếm 49%. Kumarapalayam có tỷ lệ 70% biết đọc biết viết, cao hơn tỷ lệ trung bình toàn quốc là 59,5%: tỷ lệ cho phái nam là 78%, và tỷ lệ cho phái nữ là 62%. Tại Kumarapalayam, 10% dân số nhỏ hơn 6 tuổi.